# خنزير بري
الرَتّ أو العِفْر أو الخنزير البرّيّ أو خنزير الجبل أو اختصاراً الجبلي أو العُفر أو الحَلُّوف(ملاحظة 1) أو الهلّوف(ملاحظة 2)  (الاسم العلمي: Sus scrofa) حيوان بري من رتبة مزدوجات الأصابع، وهو سلف الخنازير المستأنسة التي تربى في المزارع والمناطق الريفية حول العالم، والتي يمكنها أن تتناسل بسهولة وأسلافها البرية. ويوجد الخنزير البرّي في معظم دول أوروبا الوسطى وحوض البحر المتوسط بما فيها شمال أفريقيا حيث يقطن تقريبًا كل غابات المغرب في جبال الأطلس، في سلسلة جبال خمير بشمال تونس وتقريبًا كل غابات شمال الجزائر حيث يكثر في المرتفعات الغابوية والجبلية. كما يقطن الخنزير البري في براري جنوب العراق وفي أهوار البصرة وكذلك في شمال العراق إضافة إلى شرق وشمال سوريا خصوصًا منطقة الجزيرة وغابات جبال الساحل السوري. وبعض أجزاء ليبيا وموريتانيا وإيران وتركيا، بالإضافة إلى لبنان وفلسطين، كما يمتدّ موطنه أيضًا ليشمل جزءًا كبيرًا من آسيا يمتد حتى إندونيسيا جنوبًا، وقد أدخلت الخنازير البرّية بنجاحٍ إلى العديد من الدول الخارجة عن نطاق موطنها الطبيعيّ.
ينتمي الخنزير البرّي إلى فصيلة الخنزيريات وهي الفصيلة نفسها التي ينتمي إليها الخنزير الثؤلولي أو الحلّوف، وخنزير الآجام الإفريقيين بالإضافة للعفر القزم من شمالي الهند والبابيروسة من إندونيسيا وغيرها. تظهر الخنازير البرية في ميثولوجيا العديد من الحضارات القديمة، كالحضارة اليونانية والفينيقية والفارسية على أنها حيوانات شجاعة شرسة، وفي أحيان أخرى على أنها شريرة، ولا تزال وجهات نظر الناس حتى اليوم مختلفة بشأن هذه الحيوانات، فالبعض يراها حيوانات قويّة شجاعة جديرة بالاحترام، بينما يراها البعض الآخر مزعجة وطفيليّة.

## وصف النوع
للخنزير البرّي جسد ورأس ضخمان وقوائم قصيرة نسبيا، وفراء الخنزير ثخين يشتد سماكة في الشتاء ويتراوح لونه من الرمادي الداكن إلى الأسود والبنيّ، إلا أن هناك اختلافا بنمط الألوان بحسب اختلاف الموطن وقد أفادت بعض التقارير بوجود خنازير برّية بيضاء حتى في آسيا الوسطى.

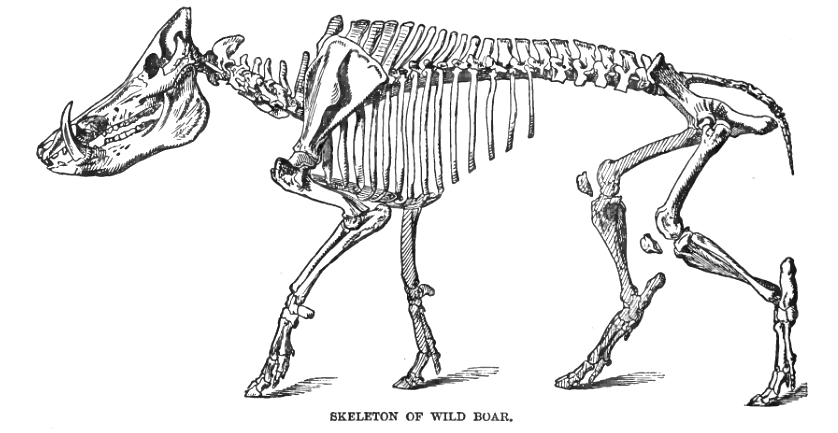
الهيكل العظمي للخنزير البرّي.

يختلف حجم الخنزير البرّي كذلك الأمر بناء على اختلاف الموطن، فالإناث البالغة (5 سنوات أو أكثر) من أوروبا الوسطى يبلغ طولها 135 سنتيمترا وتزن بين 55 و70 كيلوغراما بينما تصل الذكور البالغة في طولها إلى ما بين 140 و150 سنتيمترا وتزن ما بين 80 و90 كيلوغراما. بينما تكون الخنازير من مناطق أخرى كالقوقاز أضخم حجما بكثير، حيث يصل طول الذكور منها إلى 200 سنتيمترا وتزن 200 كيلوغراما وحتى في بعض المناطق الأخرى كغرب فرنسا ولبنان فقد تم صيد خنازير برّية يصل وزنها إلى 100 كيلوغرام. وخلال أعوام الثلاثينات من القرن العشرين اصطيدت حيوانات تزن 260 كيلوغراما من دلتا الفولغا، وكذلك الأمر بالنسبة للشرق الأقصى الروسي حيث وردت تقارير عن ذكور يفوق وزنها 300 كيلوغرام. وقد أدّى الصيد المكثّف إلى تقليص عدد الحيوانات الضخمة، وأصبحت الخنازير البالغة 200 كيلوغراما تعد حاليا بأنها ضخمة جدّا.
للخنزير البرّي زوج من الأنياب على كل فك، وتستخدم هذه الأنياب كوسيلة للدفاع عن النفس وتستمر بالنمو طيلة فترة حياة الحيوان. يبلغ طول الأنياب السفليّة في الذكور حوالي 20 سنتيمترا، لكن نادرا ما يظهر منها أكثر من 10 سنتيمترات خارج الفم، وقد تبلغ 30 سنتيمترا في حالات استثنائيّة، أما الأنياب العلويّة فهي تميل نحو الأعلى عند الذكور ويقوم الذكر على الدوام بشحذها على بعضها لإبقائها حادّة عند الأطراف. وبالنسبة للإناث فأنيابها أصغر حجما وتميل قليلا نحو الأعلى لدى الإناث الأكبر سنا.

## الموطن

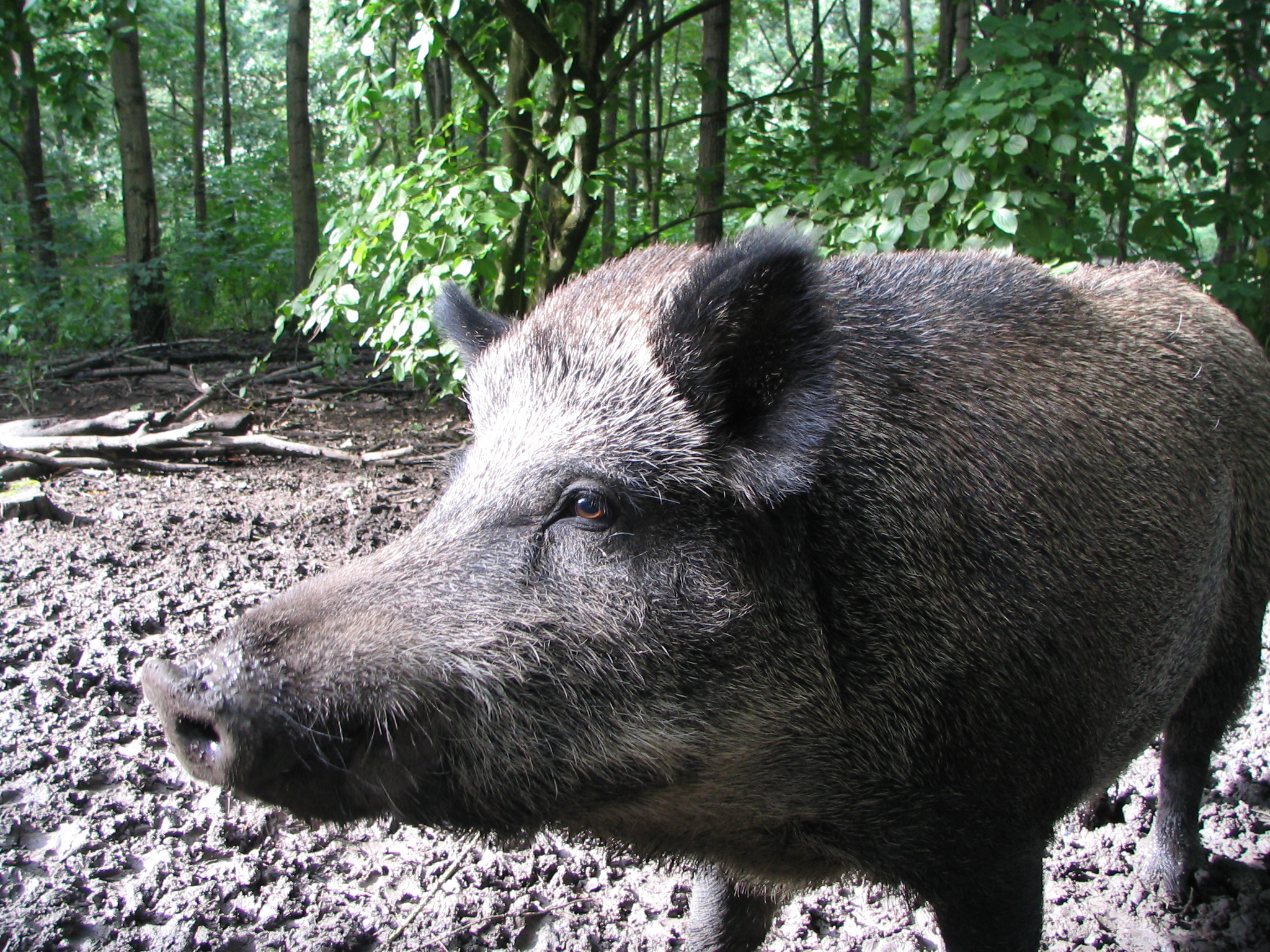
خنزير برّي ناضج.

### الموطن الكامل
كان الموطن الأصليّ للخنزير البرّي يشمل شمال إفريقيا ومعظم أوراسيا من الجزر البريطانية إلى اليابان وجزر السوندا، وفي الشمال فقد امتد نطاق موطنه ليبلغ جنوب إسكندنافيا وجنوب سيبيريا.
و منذ بضعة قرون كانت هذه الخنازير توجد على طول وادي النيل في شمال إفريقيا حتى تصل إلى الخرطوم وشمالي الصحراء الكبرى. وفي آسيا كان موطنها الأصلي يمتد من بحيرة لادوغا شمالا عبر منطقة نوفغورود وموسكو حتى يصل إلى جنوب الأورال ومن ثم يمتد شرقا حتى سهوب بارابا فجنوبا إلى جبال ألطاي فشرقا مجددا إلى جبال تانو أولا وبحيرة بايكال حتى يصل قريبا من بحر الصين. وفي بعض المناطق الأخرى تم تأكيد وجود خنازير بريّة فيها بالسابق عبر مستحثاتها التي وجدت فقط، ولا توجد الخنازير في المناطق الصحراويّة الجافّة وأعالي الجبال بشكل طبيعي، وهذا ما يفسّر عدم وجودها في المناطق الجافة من منغوليا وغربي سيشوان في الصين بالإضافة إلى شمالي الهيمالايا في الهند وشبه الجزيرة العربية.

### الموطن الحالي

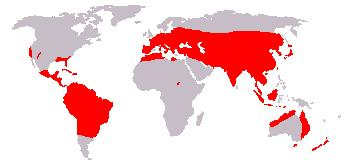
الموطن الحالي للخنزير البري.

لقد تغيّر نطاق موطن الخنزير البرّي كثيرًا عبر القرون الماضية، ويعود السبب في ذلك إلى النشاط البشري بشكل رئيسيّ وربما لتغيّر المناخ أيضا. وقد انقرضت الخنازير البرّية في بريطانيا بحلول القرن الثالث عشر، ويؤكد بأنها لم تستمر بالتواجد في جنوب إنكلترا بحلول عام 1610 عندما قام الملك جيمس الأول بإعادة إدخالها إلى منتزه ويندسور الكبير. وقد باءت هذه المحاولة وغيرها من المحاولات اللاحقة بالفشل بسبب القنص اللاشرعيّ، وبحلول عام 1700 لم يكن قد تبقى أي خنازير برّية في بريطانيا.
قُتل آخر خنزير في الدنمارك في بداية القرن التاسع عشر، وفي عام 1900 لم تعد تشاهد الخنازير البرّية في تونس والسودان ومناطق عديدة في ألمانيا والنمسا وإيطاليا. وفي روسيا انقرضت هذه الحيوانات في مناطق متعددة بحلول الثلاثينات من القرن العشرين وتقلّصت حدود موطنها الشماليّة لتبلغ جبال ألطاي جنوبا.
وعلى العكس من ذلك فقد استمرت جمهرة الخنازير البرّية في فرنسا وبعض دول الشرق الأوسط بالنمو خصوصا في المناطق الريفيّة في وسط وجنوب فرنسا وفي سوريا وفلسطين والعراق ولبنان.
تعيش الخنازير في الأراضي السبخة العراقيّة على ضفاف نهريّ دجلة والفرات بالإضافة إلى شمال البلاد، وتعيش في مناطق الجبال الساحلية في سوريا بسبب قلّة صيدها من السكان المحليين ذوي الأغلبيّة المسلمة الذين لا يأكلون لحمها وتوجد في منطقة الجزيرة السورية. وفي لبنان تنتشر الخنازير البرّية في جميع أنحاء البلد في المناطق الجبليّة والسهول، وقد ازداد عددها على الرغم من صيدها في بعض الأحيان بسبب قيام الإسرائليين بإطلاق سراح العشرات منها في جنوب لبنان بعد الانسحاب عام 2000. أما في فلسطين فإن الخنازير استمرت بالتواجد للسبب عينه الذي أدى إلى بقائها في الدول المجاورة أي قلّة صيدها من الأغلبيّة المسلمة واليهوديّة بعد قيام دولة إسرائيل.
تنتشر الخنازير البرّية في الجزائر بشكل واسع جدا خاصة في المناطق الريفية وجبال الأطلس التلي، حيث يلجأ المزارعون إلى تنظيم حملات صيد للقضاء عليها لإنها غالبا ما تقوم بتخريب المحاصيل الزراعية.
قامت الخنازير البرّية مؤخرا بتوسيع نطاق موطنها الآسيوي ليصل إلى حدوده الشماليّة السابقة، وقد لوحظ ذلك في عام 1950. وفي عام 1960 وصل نطاق موطنها إلى حدود سانت بطرسبيرغ وموسكو ومن ثم توسعت أكثر في الإقليم الروسي، وخلال أعوام السبعينات أصبحت توجد مجددا في الدانمارك والسويد بسبب هرب العديد من الحيوانات المأسورة إلى البريّة، وخلال التسعينات هاجرت هذه الحيوانات إلى توسكانا وأصبحت تشاهد مجددا في شمال تونس.

### وضع النوع في بريطانيا
أُعيد إحضار الخنازير البرية إلى بريطانيا خلال السبعينات والثمانينات من القرن العشرين لتربيتها في المزارع من أجل الحصول على لحمها، ولأن هذه الحيوانات تعد من ضمن الأنواع التي عددها قانون الحياة البرية الخطرة لعام 1975، فإنه كان يجب على أي شخص القيام ببعض الإجراءات القانونية قبل إنشائه لمزرعة. ومن هذه الإجراءات حصول المرء على رخصة من المجلس البلدي المحلي، الذي يقوم بتعيين خبير للكشف على موقع المزرعة ومن ثم تقديم تقريره إلى المجلس. يتتطلّب إنشاء مزرعة أن تكون الحظائر المخصصة لتربية الخنازير آمنة ومتينة، كما يجب أن تكون الأرض مسيّجة وأن يكون كل من الري، الحرارة، الإضاءة، النظافة، التهوئة، والتأمين متوافرا بالقدر الصحيح. هرب الكثير من الخنازير البرية من المزارع منذ أن أحضرت لأول مرة في السبعينات، وقد حصلت أولى حالات الهرب من منتزهات الحياة البرية، ولكن نسبة الخنازير الهاربة من المزارع ازدادت منذ بداية التسعينات أي في الفترة التي ازداد فيها الطلب على لحم هذه الحيوانات، وخلال أوائل هذه الفترة زُعم بأن هناك جمهرة متناسلة في كل من مقاطعتي كنت وشرق ساسكس. قامت وزارة الزراعة وصيد الأسماك والغذاء (التي أصبحت اليوم تعرف بوزارة البيئة والغذاء والشؤون القروية) عام 1998 بإجراء دراسة على الخنازير البرية البريطانية، وأكدت وجود جمهرتين متناسلتين في البلاد، إحداها في كنت وشرق ساسكس، والأخرى في دورست. وقد تم أيضا التبليغ عن جمهرات لخنازير برية في مناطق أخرى مثل هيرفوردشير وغلوسترشير. وقد أكدت دراسة أخرى أجريت في فبراير من عام 2008 ازدهار هاتين الجمهرتين وازدياد أعداد أفرادها. وفي يناير من عام 2010 أبرزت هيئة الغابات إحصائية تبين فيها أن عدد الخنازير البرية وصل إلى 150 رأسا في غابة دين، فأخذت الحكومة البريطانية على عاتقها إبادة 50 حيوانا منها كي لا يتجاوز العدد 100 خنزير على الدوام. وتفيد تقارير أخرى أن الخنازير قاطنة غابة دين قد عبرت نهر واي الفاصل بين ويلز وإنكلترا وصولا إلى مقاطعة مونماوثشاير الوليزية. كما وردت عدّة مشاهدات عينية تفيد برؤية أناس لخنازير برية في أنحاء مختلفة من المملكة المتحدة.

### وضع النوع في ألمانيا
أظهرت الدراسات في ألمانيا مؤخرا أن هناك فائضا في جمهرة الخنازير البرية، فقد ازدات أعدادها بنسبة 320% خلال عام 2007—أي أكثر من أي بلد أوروبي أخر—وقد أدّى هذا إلى بروز عدّة مشاكل، فقد أخذت الخنازير تدمّر المحاصيل الزراعية وتقلعها، تفتك ببعض الحيوانات الأليفة، وتقتحم الحدائق المنزلية والمقابر وتنبش الأموات في بعض الأحيان حتّى. وقد صرّح العديد من القرويين الألمان بأنهم قلقون جرّاء هذا الانفجار الكبير في أعداد الخنازير الذي لم يشهدوا له نظير، ومما قد ينجم عنه من مشاكل متمثلة بزيادة نسبة الهجوم على البشر ونقل حمى الخنازير. أظهرت الدراسات أن عدد الخنانيص في البطن النمطي للخنزيرة البرية بألمانيا هو لب هذه المشكلة، ووفقا لأحدى هذه الدراسات فإن «البطن النمطي للخنزيرة البرية في ألمانيا يحوي ما بين 6 إلى 8 خنانيص كمعدل، أما في دول أخرى فإنه غالبا ما يحوي بين 4 إلى 5 صغار».

### الخنازير المدخلة

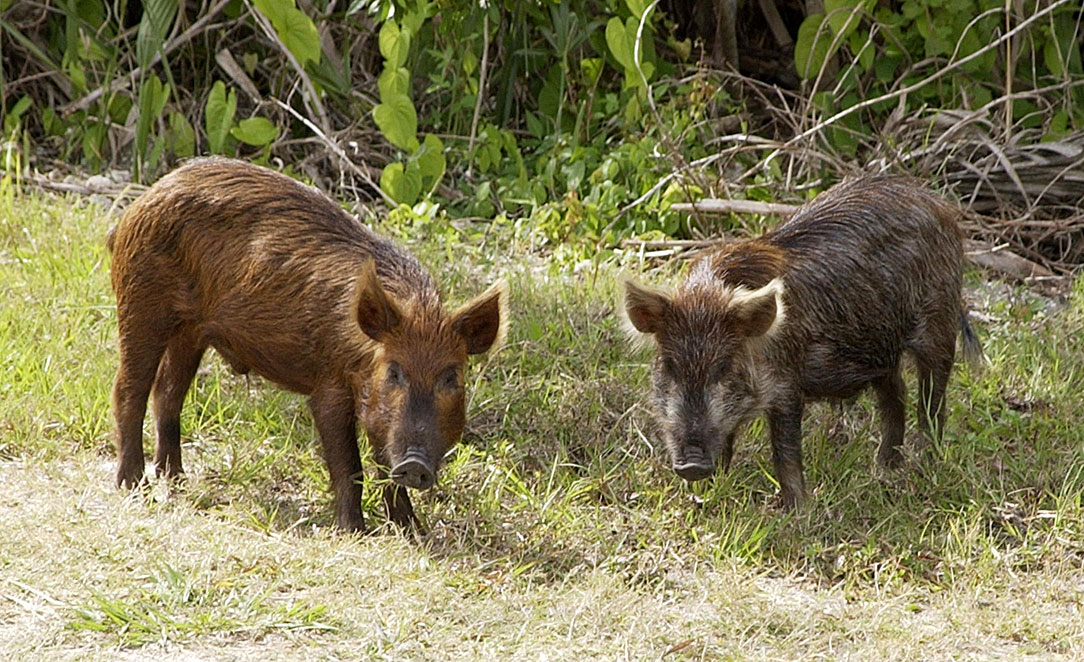
خنازير وحشيّة في رأس كانافيرال، فلوريدا، الولايات المتحدة.

تمّ إدخال الخنازير البرّية إلى الولايات المتحدة في بداية القرن العشرين كطرائد للصيد، حيث تزاوجت في بعض المناطق مع الخنازير المستأنسة الطليقة. كما أدخلت الخنازير البرّية إلى أميركا الجنوبية وغينيا الجديدة ونيوزيلندا وأستراليا وغيرها من الجزر حيث تزاوجت بشكل جزئي مع الخنازير المستأنسة الطليقة.

## التفرقة بين الخنزير البري والخنزير الوحشي
الخنزير البرّي هو الخنزير ذو الجذور البرّية أما الوحشي فهو الخنزير المستأنس الذي أصبح طليقا وغدا وحشيّا. التفرقة بينهما لا تتم على أساس أنهما نوعين مختلفتين فكلاهما يعد نوعاً واحداً يسمى Sus scrofa، ويستخدم لفظ خنزير للدلالة على الذكر البالغ من أي نوع من فصيلة الخنزيريّات بما فيها الخنزير المستأنس، وفي حالة الخنزير البرّي فإن التعبير بلفظ خنزير برّي لا يكفي للدلالة على الذكر لأنه يدل أصلا على النوع. وعوضا عن ذلك ينبغي قول «خنزير برّي ذكر» و«خنزيرة بريّة» و«خنّوص برّي» بمعنى صغير الخنزير البرّي.
وتتم التفرقة عبر النظر إلى المكان الذي تقطنه الحيوانات أو عبر معرفة تاريخها في تلك المنطقة أو البلد بالتحديد. ففي نيوزيلندا على سبيل المثال تعرف الخنازير البرّية باسم «القباطنة كوكر» أو «الكابتن كوكرز» (بالإنكليزية: Captain Cookers) نسبة إلى الاعتقاد بأنها تتحدر من الخنازير التي أهداها مكتشف الجزيرة القبطان جيمس كوك إلى شعب الماوري خلال أعوام السبعينات من القرن الثامن عشر. كما تعرف خنازير نيوزيلندا «بذوات الأنياب» أو «التسكرز» (بالإنكليزية: Tuskers).
إحدى الخصائص التي يمكن بواسطتها تفرقة الخنازير البرّية عن النويعات المستأنسة هي لون الشعر. فالحيوانات البريّة تمتلك دوما معطفا سميكا وقصيرا يتراوح لونه من الرمادي إلى الأسود والبني، كما وتمتلك صفا من الشعر المنتصب على طول العمود الفقري وهذا ما أدى إلى تسميتها في جنوبي الولايات المتحدة وأستراليا «بالعرفيّة الظهر» أو «الرايزور باك» (بالإنكليزية: Razorback). يكون ذيل الخنازير قصير ومستقيم، وتميل الحيوانات البرّية إلى امتلاك قوائم أطول بالإضافة إلى رأس وخطم أضيق من الخنازير المستأنسة. يصل وزن الذكور البرّية الأوروبيّة البالغة إلى 200 كيلوغراما (في بعض الأحيان الاستثنائيّة قد يصل وزنها إلى 300 كيلوغراما، خصوصا في شرق أوروبة)، بينما تكون الإناث أصغر حجما من الذكور بحوالي الثلث.

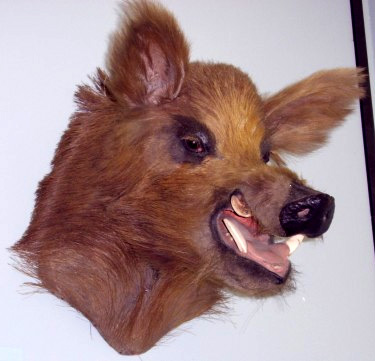
رأس هجين بين خنزير بري ومستأنس في متحف روثتشايلد ببلدة ترينغ، إنكلترا.

وفي يونيو 2004 تم قتل خنزير وحشيّ ضخم جدّا أطلق عليه اسم هوغزيلا، في ولاية جورجيا في الولايات المتحدة. وقد اعتقد في بادئ الأمر أن القصة غير حقيقية وأن الحيوان مزيّف ومن ثم انتشرت القصة كثيرًا على الإنترنت وأصبحت هوساً لبعض العامّة، فأرسلت جمعيّة ناشونال جيوغرافيك بعض العلماء إلى موقع الحادثة حيث قاموا بإجراء فحص لجثة الحيوان ولحمضه النووي وتبيّنوا بعد ذلك أن هوغزيلا هجين بين خنزير برّي وخنزير مستأنس.
أدخلت الخنازير البرية إلى عدد من الدول في بداية القرن العشرين لتشجيع رياضة الصيد، وما لبثت أن تكاثرت وتناسلت بنجاح مع الخنازير المستأنسة الطليقة. ومن الدول التي أدخلت إليها هذه الحيوانات: الولايات المتحدة، عدد من دول أميركا الجنوبية، أستراليا، غينيا الجديدة، نيوزيلندة، وغيرها من الجزر. وفي أميركا الجنوبية، أدخلت هذه الحيوانات في بادئ الأمر إلى الأوروغواي حيث تكاثرت كثيرًا وانتشرت عبر الحدود شمالا حتى وصلت إلى البرازيل في تسعينات القرن العشرين حيث أصبحت تعتبر نوعا دخيلا طفيليّا، وقد أصبحت الحكومة ترخّص صيد الخنازير البرية النقية بالإضافة للخنازير الهجينة (التي يُسميها العامة javaporcos) في ولاية ريو غراندي دو سول الجنوبية وذلك منذ أغسطس من عام 2005، على الرغم من أن التأثير السلبي لهذه الخنازير على البيئة والحيوانات البلديّة لوحظ منذ عام 1994. إلا أن إطلاق هذه الحيوانات عمدا في البرية أو هروبها من المزارع غير المرخص لها (التي تأسست بسبب الطلب المتزايد على لحم الخنازير البرية عوضا عن لحم المستأنسة) يستمر برفع عددها في البرية، وبحلول منتصف عام 2008 كان على الحكومة السماح بصيد الخنازير في ولايتي سانتا كاتارينا وساو باولو المجاورتين.
يخلط الكثير من العامّة بين الخنازير البرية المدخلة حديثا إلى البرازيل وبين الخنازير الوحشيّة التي أدخلت واستقرّت في البلاد بأراضي البنتنال المستنقعية منذ ما يزيد على مئة سنة، حيث عاشت جنبا إلى جنب مع البقري (حيوانات شبيهة جدا بالخنازير من حيث الشكل الخارجي). ولا تزال العلاقة بين الخنازير الوحشية ونوعيّ البقري الموجودين في تلك المستنقعات (البقري المطوّق والبقري الأبيض الشفة) وتأثير وجودها عليها غامضة وتتم دراستها حاليا. يفترض بعض العلماء أن وجود الخنازير في تلك المنطقة يخفف ضغط افتراس اليغور على جمهرات البقري، حيث يبدو أن اليغور يُفضل الخنازير على البقري بحال وجدت الفصيلتين في منطقته.
تعتبر الخنازير الوحشية حيوانات مخربة تسبب الكثير من الأضرار للإنسان، حيث قدّرت إحدى الدراسات في عام 2008 أن جمهرة الخنازير الوحشية البالغ عددها 4 ملايين في الولايات المتحدة تسبب أضرارا سنوية بالملكيّات تبلغ قيمتها حوالي 800 دولار أمريكي.

## العادات

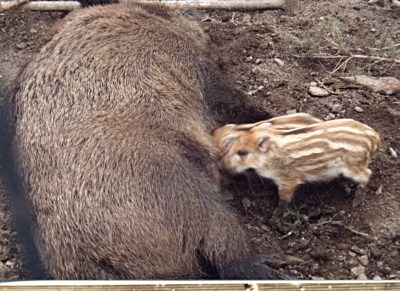
خنانيص ترضع.

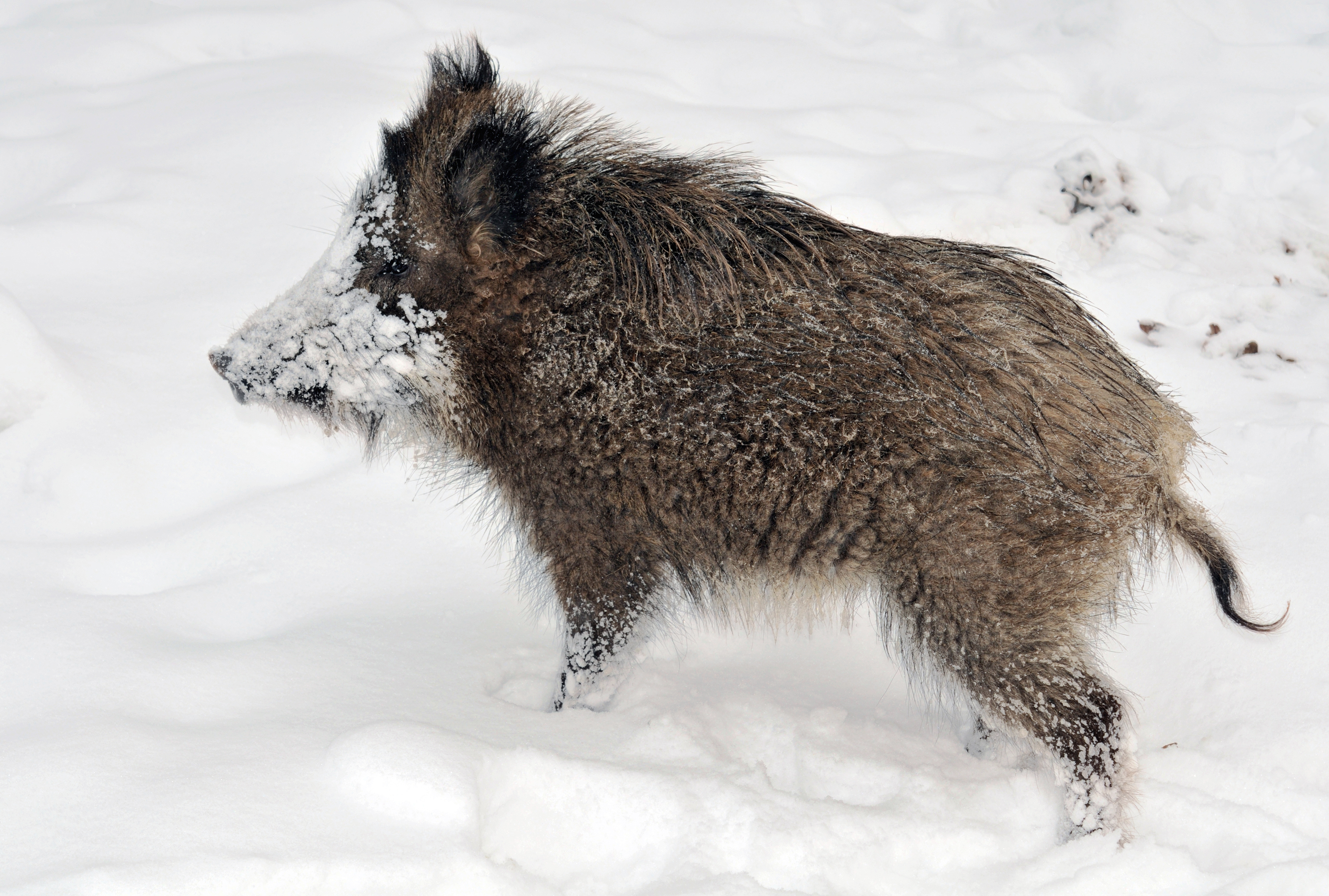
خنزير بري يافع.

تعيش الخنازير البرّية في مجموعات عائليّة يبلغ عدد أفرادها حوالي 20 حيوانا، إلا أنه من الممكن أن يصل عدد الأفراد إلى ما فوق الخمسين في بعض الأحيان. تتكون المجموعة العائليّة في العادة من خنزيرتين وصغارهما، ولا تختلط الذكور بهذه المجموعات في خارج موسم التزاوج الذي يتكرر مرتين أو ثلاثة في السنة وغالبا ما تعيش منفردة. تضع الأنثى حملها في منطقة مختارة بعيدا عن المجموعة العائليّة ويتكوّن البطن في العادة من 4 إلى 6 خنانيص. تبدأ الصغار بنبش الأرض غريزيّاً منذ أيامها الأولى، وهي تُفطم بعد 3 أو 4 شهور من ولادتها، وتبدأ بأكل الأطعمة الصلبة مثل الديدان واليرقانات عندما تبلغ أسبوعين من العمر.
تعتبر هذه الحيوانات ليليّة النشاط حيث تقوم بالبحث عن طعامها من الغسق وحتى الفجر، وهي تأكل أي شيء يقع في دربها بما في ذلك البندق والتوت والجيفة والجذور بالإضافة إلى البصلات والحشرات والزواحف الصغيرة وحتى صغار الأيائل والحملان.
الخنازير البرّية هي الحافريات الوحيدة التي يعرف عنها بأنها تحفر جحورا، ويمكن تفسير ذلك على أنها الثدييات الوحيدة التي لا يولد جسدها حرارة كافية لحمايتها من البرد ولذلك عليها أن تجد وسائل أخرى لتحمي نفسها، ومن هذه الوسائل قيام الخنانيص الصغيرة بالارتجاف لتوليد حرارة في جسدها.
و بحال حوصر الخنزير أو فوجئ على حين غرّة فسوف يدافع عن نفسه بشراسة (خصوصا الأنثى مع صغارها). وعند الهجوم يقوم الذكر بخفض رأسه والعدو نحو الخطر ومن ثم يرفع رأسه للأعلى لجرح خصمه بأنيابه، أما الأنثى القصيرة أو العديمة الأنياب تقوم بالهجوم فاغرة فمها ورأسها مرفوع لعض ما يهددها. ونادرا ما تكون هذه الهجومات قاتلة للإنسان إلا أنها تؤدي إلى صدمات عنيفة وفقدان للدم.

### المفترسات الطبيعيّة
للخنزير البري عدد كبير من الضواري التي تقتات عليه، من شاكلة الببور التي تصطاد هذه الحيوانات في المناطق التي تشاطرها إياها. تعتبر الذئاب أيضا مفترسات رئيسيّة للخنزير البري في بعض المناطق، وهي غالبا ما تقتات على الخنانيص، إلا أنه تم توثيق حالات قتلت فيها الذئاب خنازير بالغة في شبه الجزيرة الأيبيرية وروسيا. نادرا ما تهاجم الذئاب الخنزير وجها لوجه، بل هي تُفضل أن تنقض عليها من الخلف حيث تقوم بقضم وتمزيق عجانها مما يفقد طريدتها حس الاتجاه ويتسبب بفقدان الكثير من الدماء. وفي بعض المناطق من الاتحاد السوفياتي السابق، كان القطيع الواحد من الذئاب يفترس ما بين 50 و80 خنزيرا بريا في السنة. وقد ظهر في إيطاليا أنه في المناطق التي يتشاطرها النوعان أصبحت الخنازير أكثر عدائية تجاه الذئاب والكلاب المستأنسة وفقا لنسبة افتراس الأخيرة لها.
تفترس الضباع المخططة الخنازير البرية بين الحين والأخر، إلا أنه يُعتقد بأن النويعات الثلاثة الكبيرة من شمال أفريقيا، الشرق الأوسط، والهند، هي وحدها القادرة على قتل خنزير بري بنجاح.
تعتبر الخنانيص طريدة مهمّة بالنسبة للعديد من أنواع المفترسات بما فيها الأفاعي الضخمة، من شاكلة الأصلة الشبكية، الجوارح الكبيرة، وأنواعا مختلفة من السنوريات. تتفادى معظم المفترسات الخنازير الناضجة بسبب حجمها وطبيعتها العدائية، فيما عدا الذئاب والببور، إلا أن خنازيرا ناضجة قتلت أيضا على يد مفترسات أخرى في بعض الأحيان مثل النمور، الدببة الكبيرة (الدببة البنية خصوصًا)؛ والتماسيح الناضجة. تعتبر كل مفترسات الخنزير البري حيوانات انتهازية تفضّل افتراس الخنانيص متى ما تواجدت، بدلا من مهاجمة الخنازير البالغة. تقبع الخنازير البرية في الكثير من المناطق التي أدخلت إليها على رأس السلسة الغذائية، إلا أنها تُصاد في بعض الأحيان من قبل ضوار مشابهة للضواري في موطنها الأصلي في أوراسيا.

## النويعات

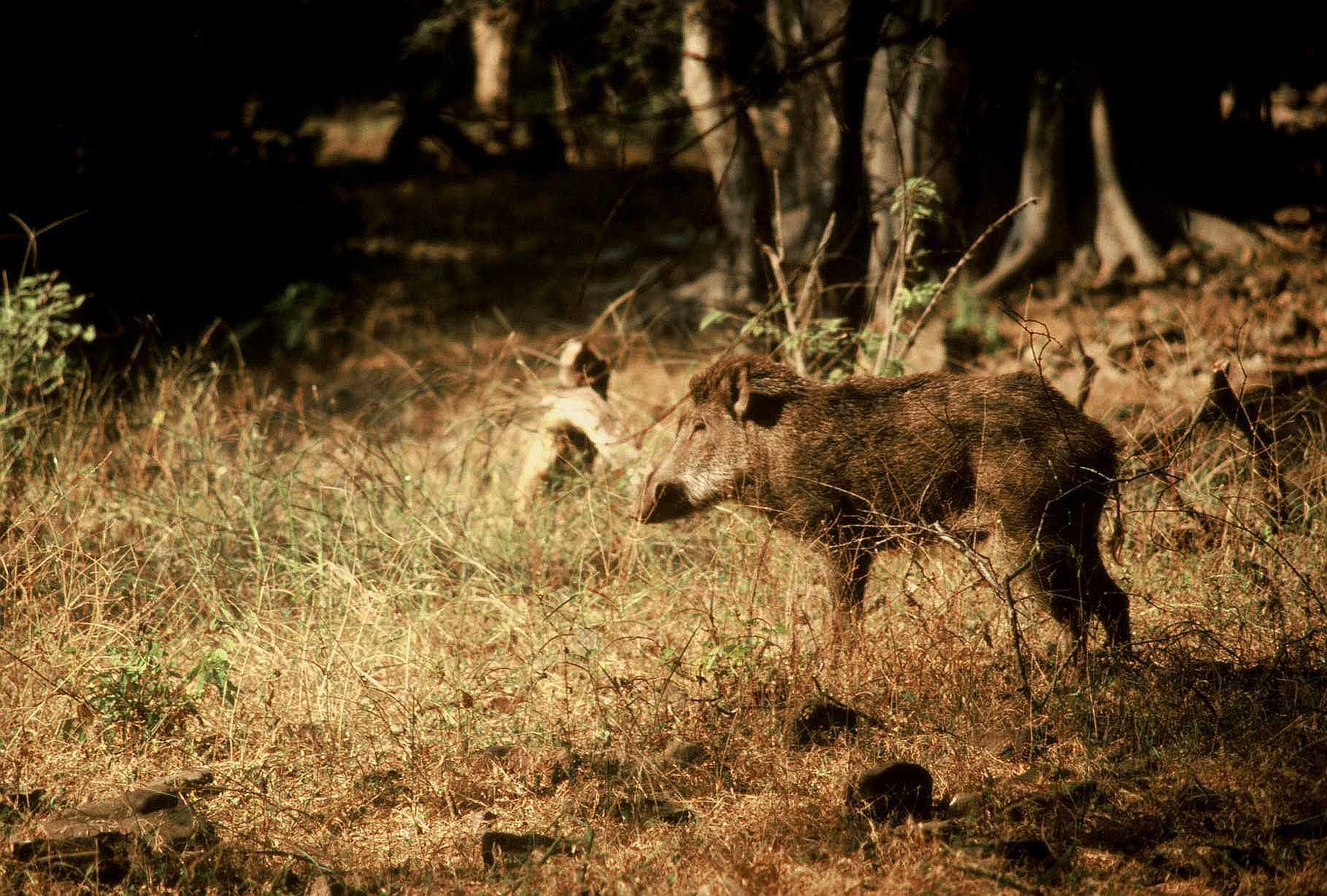
خنزير برّي هندي في منتزه رنثامبور القومي في الهند.

للخنزير البرّي 11 نويعة يعيش منها 6 في أوروبة:

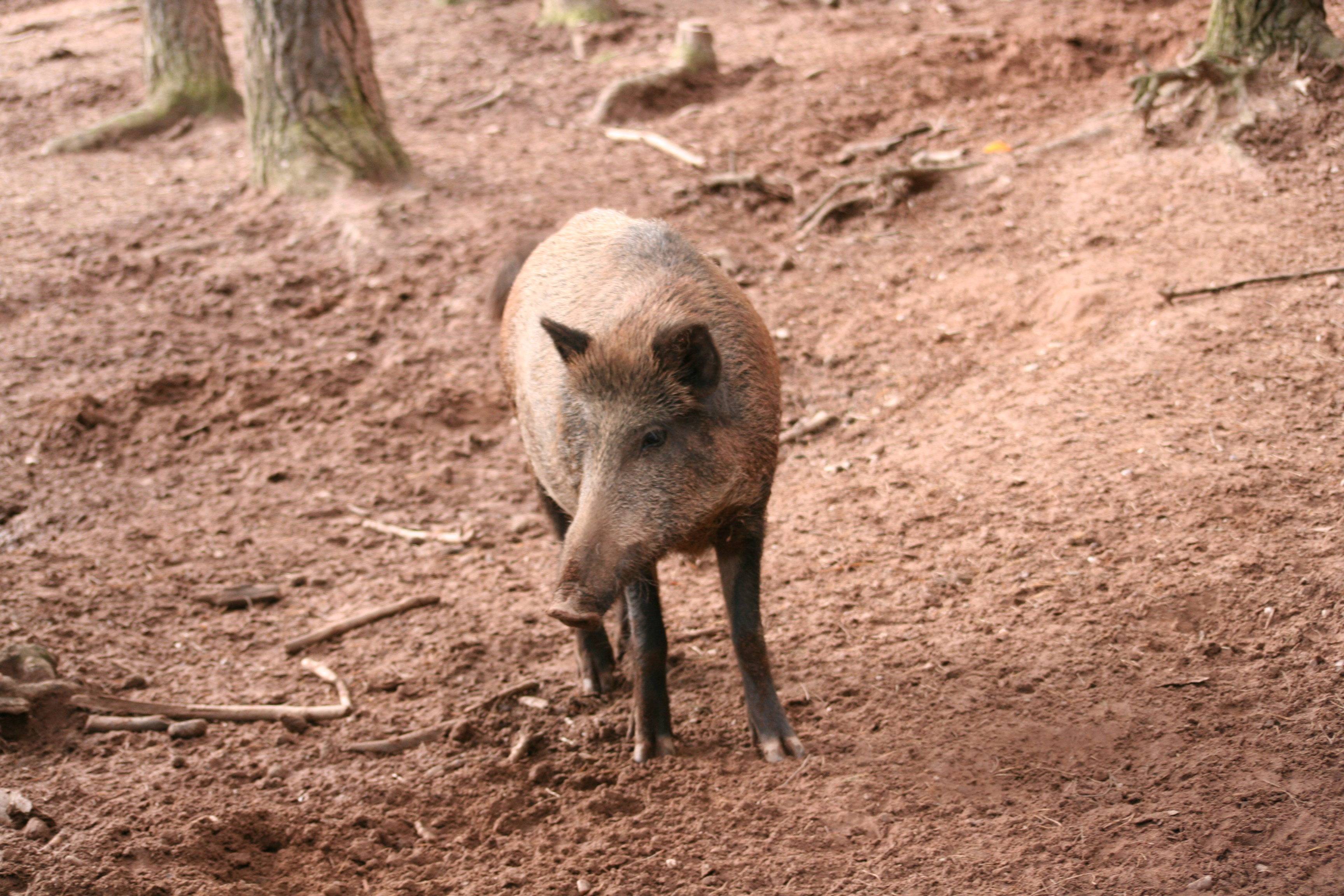
الخنزير البري الأوروبي.

- النويعة الأوروبيّة (Sus scrofa scrofa): أكثر النويعات شيوعًا وانتشارًا بلا منازع، يمتد موطنها الأصلي من فرنسا حتى القسم الأوروبي من روسيا وآسيا الغربية. أدخلت إلى السويد، النرويج، الولايات المتحدة، وكندا.[19]
- النويعة الإيبيرية (Sus scrofa baeticus): نويعة صغيرة الحجم، تنتشر عبر شبه الجزيرة الأيبيرية.[19]

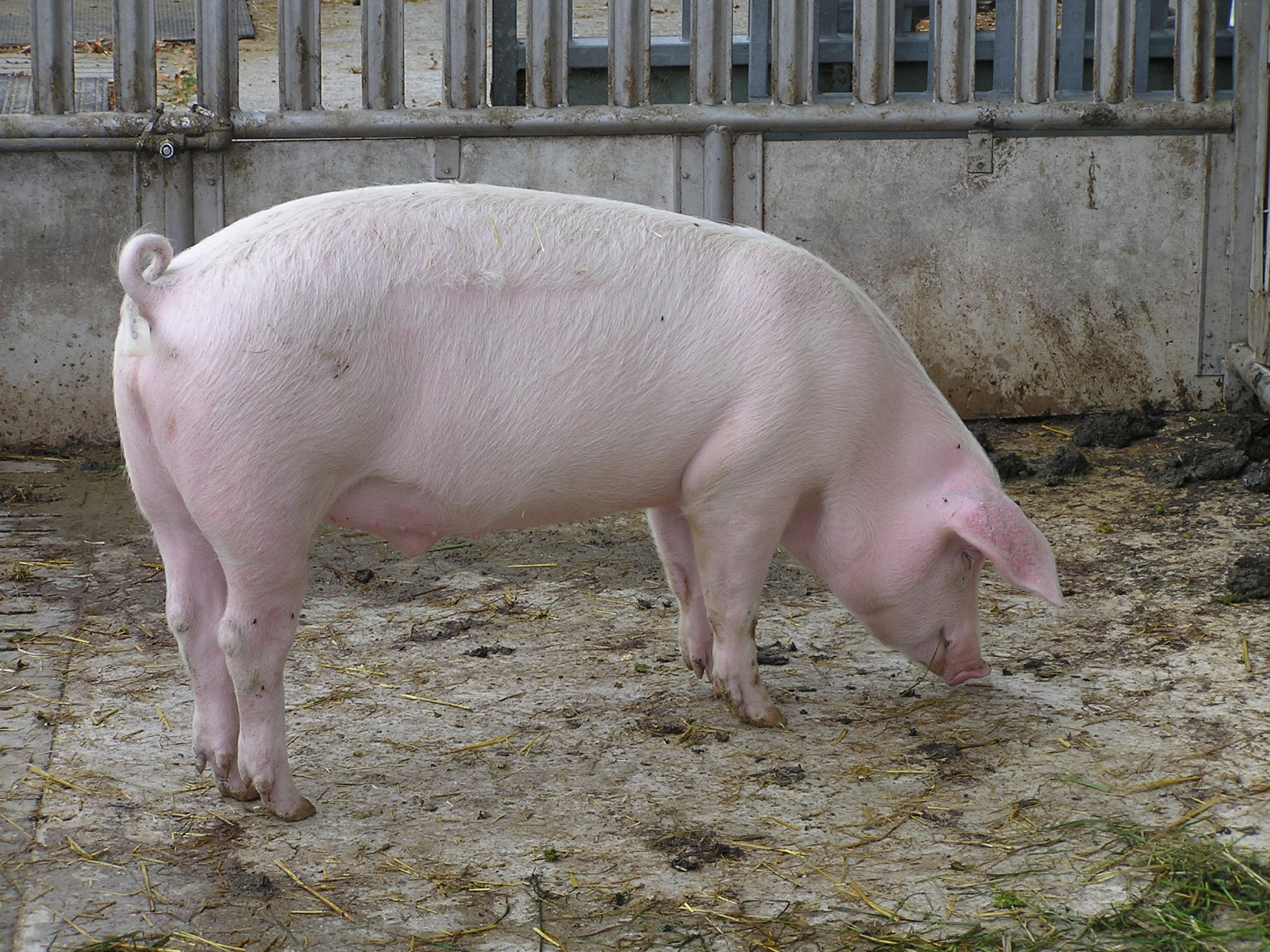
الخنزير المستأنس.

- النويعة القشتاليّة (Sus scrofa castilianus): تُعد أكبر حجما من النويعة الإيبيرية، وهي تقطن شمالي إسبانيا.[19]
- النويعة السردينية (Sus scrofa meridionalis): نويعة صغيرة الحجم توجد في سردينيا.[19]
- النويعة العظمى (Sus scrofa majori): نويعة أصغر حجما بقليل من النويعةالأوروبية ذات جمجمة أعلى وأعرض. تنتشر في وسط وجنوبي إيطاليا، وقد تهجنت مع النويعة الأوروبية منذ أن أدخلت الأخيرة إلى البلاد عام 1950.[19]
- النويعة الشرقية (Sus scrofa attila): نويعة ضخمة جدا، تنتشر عبر رومانيا، المجر، ترانسلفانيا، وصولا إلى القوقاز وحدود بحر قزوين. يُعتقد أن الخنازير البرية الموجودة في أوكرانيا، آسيا الصغرى، وإيران تنتمي لهذه النويعة.[19]
- النويعة الروسيّة (Sus scrofa ussuricus): تنتشر عبر آسيا الشمالية واليابان.
- النويعة الهنديّة (Sus scrofa cristatus): توجد في آسيا الصغرى والهند.
- النويعة الإندونيسيّة (Sus scrofa vittatus): تعيش في إندونيسيا.
- النويعة التايوانيّة (Sus scrofa taivanus): تعرف باسم الخنزير البري الفورموزي (بالصينية: 台灣野豬). تنتشر في تايوان.[43]
- النويعة البربرية (Sus scrofa algira): تعرف باسم الخنزير البري البربري يستوطن غابات المغرب كلها بالإضافة إلى المناطق الرطبة والشبه رطبة للجزائر وتونس وليبيا.

يُعتبر الخنزير المستأنس نويعة أخرى عادة تعرف بالاسم العلمي Sus scrofa domestica - إلا أنه في أحيان أخرى يصنّف على أنه نوع مستقل يحمل الاسم العلمي Sus domestica. يمكن التفرقة بين نويعات الخنزير البري عن طريق طول جسدها وشكل عظامها الدمعية، فالنويعتين الهندية والإندونيسية مثلا تمتلك عظاما دمعية أقصر من تلك الخاصة بالنويعات الأوروبية. تختلف الخنازير الإسبانية والفرنسية عن باقي الخنازير البرية في أوروبا بأنها تمتلك 36 كروموسومًا بينما تمتلك الباقية 38، أي نفس عدد الكروموسومات عند الخنازير المستأنسة. تستطيع هذه الخنازير أن تتناسل مع بعضها على الرغم من اختلاف عدد كروموسوماتها، لتنتج حيوانات هجينة غير عقيمة ذات 37 كروموسوما.

## تمثيل الخنزير البري في الثقافة الإنسانية

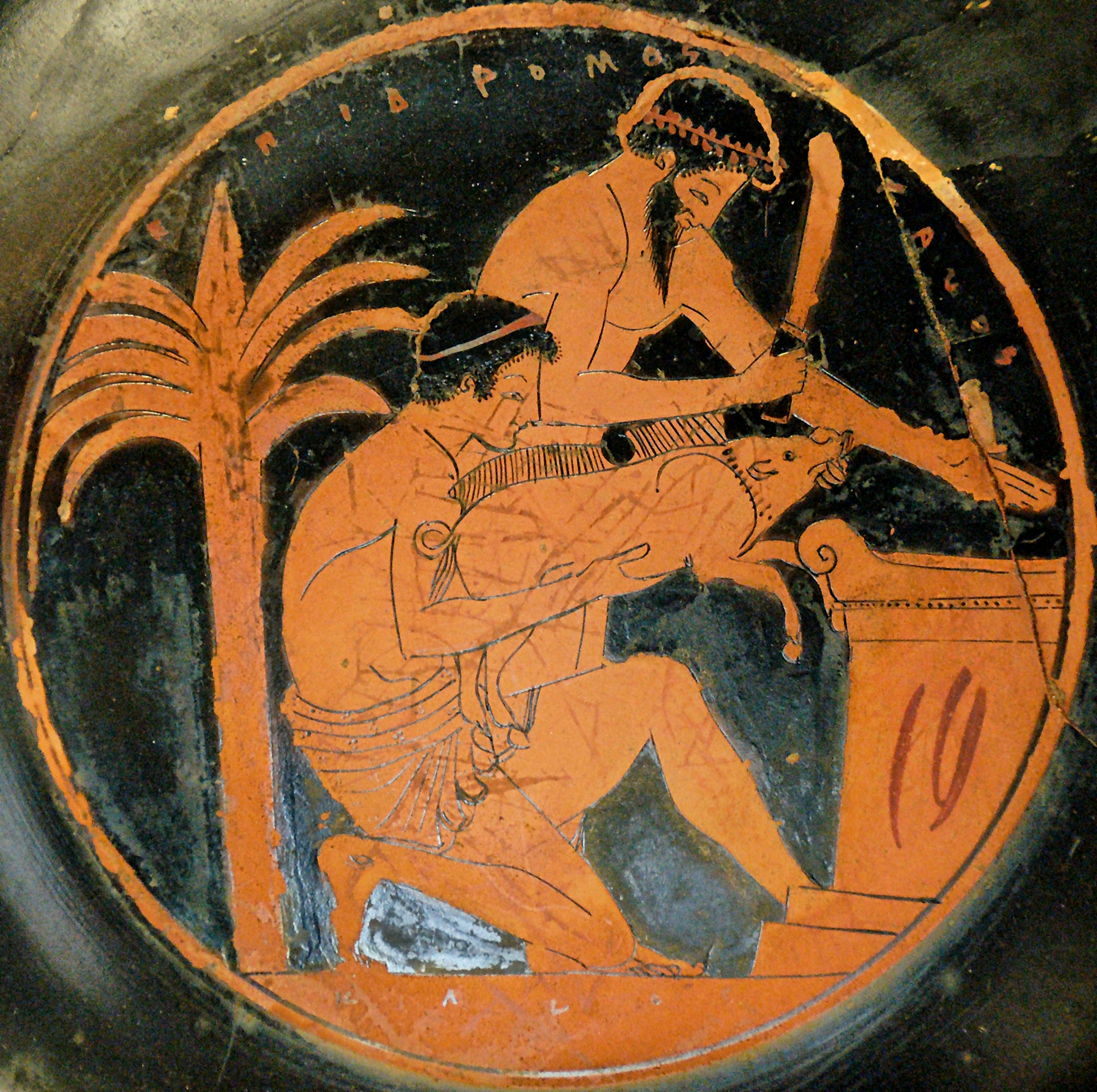
طبق إغريقي يمثل التضحية بخنّوص.

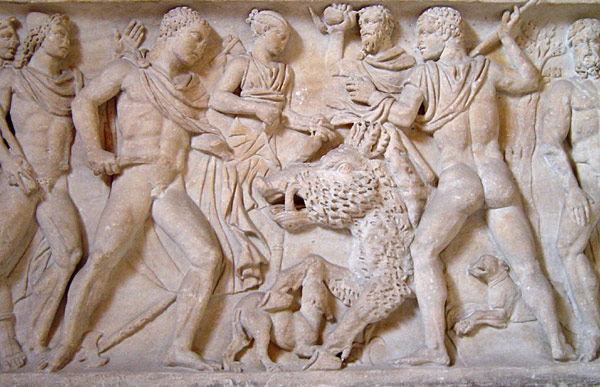
نحت على إفريز روماني يظهر صيد الخنزير الكاليدوني.

قد تكون أول الأساطير التي ذكرت الخنزير البري هي أسطورة أدونيس وعشتار في الميثولوجيا الكنعانية، حيث قام أدونيس بقتال خنزير في وادي نهر الكلب في لبنان مما أدّى إلى مصرع الإثنين سويا، ويمثّل الخنزير بذلك رمزاً للشر والكره.
كما تمثّل الخنزير البرّي في الميثولوجيا الإغريقية حيث يعرف منها اثنين خصوصًا. أحدها هو الخنزير الأرمانثي الذي كان على هرقل قتله كإحدى مهامه الإثني عشر، والثاني هو الخنزير الكاليدوني الذي اصطاده العديد من الأبطال الأسطوريّن مثل أتلانتا في أسطورة الصيد الكاليدوني.
كما كان آرس، إله الحرب عند الإغريق القدماء، قادر على التحول إلى خنزير بري، وقد قام حتى بنطح ابنه حتى الموت وهو في هذا الشكل خوفا من أن يقوم الشاب بإغراء زوجته وأخذها منه كما فعل أوديب ملك طيبة الذي قتل أباه وتزوج أمه.
وفي الميثولوجيا الكلتية كان الخنزير البرّي مقدسا بالنسبة للآلهة أردوينا، وظهر صيده في العديد من قصص الميثولوجيا الإيرلندية والكلتية مثل قصة «فن ماكول» الذي استدرج خصمه إلى جانب خنزير برّي قام بنطحه حتى الموت.
وكان لآلهة الشمال فراير وفريجا خنزير برّي لكل منهما. سمي خنزير فراير «غولينبروستي» (Gullinbursti) بمعنى «اللبدة الذهبيّة» وكان قد صنع على يديّ أبناء لفالدي وقدموه كهدية لفراير، وكانت الأساور المعلقة على لبدة غولينبروستي تتوهج في الظلمة لتنير الطريق أمام سيده. ودعي خنزير فريجا «هيلدسفيني» (Hildesvini) بمعنى «خنزير الحرب» وكانت تمتطيه عندما لا تستخدم عربتها. واعتبر الخنزير البرّي في الأساطير الشمالية بأنه طلسم يؤمن الحماية في الحروب، ولعلّ ذلك يعود إلى طبيعة الحيوان الشرسة، بالإضافة إلى اعتباره رمز للخصوبة.

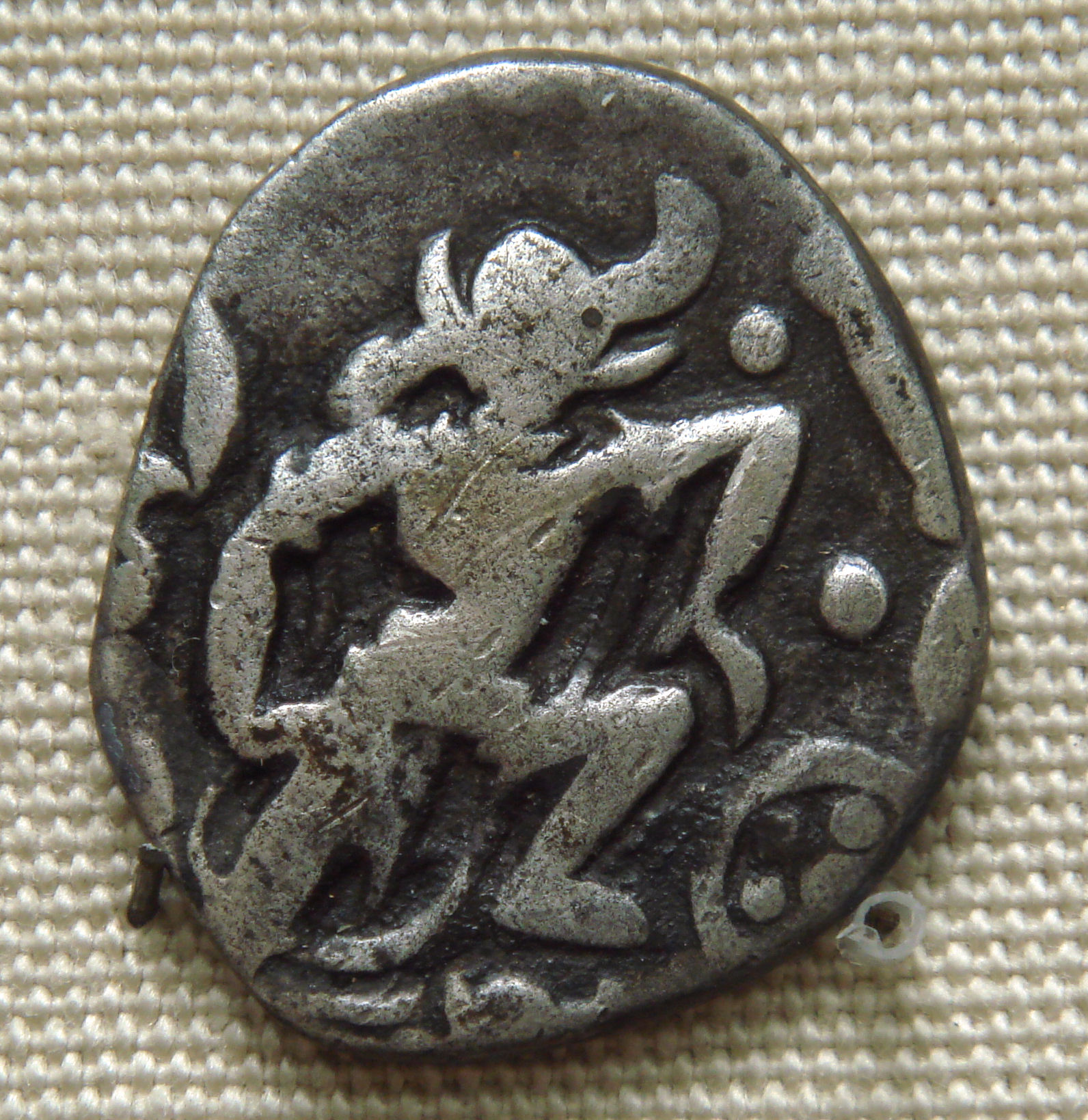
"فاراها" أفتار الفيشنو ذي رأس الخنزير البري على قطعة نقود هندية يعود تاريخها لما بين سنة 850 و900 للميلاد.

احترمت الخنازير البرّية كذلك الأمر في بلاد فارس خلال فترة ازدهار الحضارة الساسانية حيث كانت تعتبر على أنها حيوانات تمثل الشراسة والشجاعة، وكان يطلق لقب «بوراز» أو «كراز» (بالفارسية: گراز) بمعنى خنزير على بعض الأشخاص لإظهار شجاعتهم وبسالتهم، مثل القائد العسكري الفارسي المشهور السپهبد شهربراز، الذي فتح مصر وبلاد الشام، والذي يُشتق اسمه من كلمة «شهر» أي مدينة و«براز» بمعنى خنزير أو شجاع، فيكون اسمه بالتالي «خنزير المدينة».
و تمثّل الخنازير البرّية أيضا في الميثولوجيا الهندوسية حيث يظهر الأفتار الثالث للفيشنو باسم «فاراها» على شكل خنزير بري. وفي الأبراج الصينيّة يعتبر الخنزير البرّي (أو المستأنس في بعض الأحيان) أحد الحيوانات الإثني عشر الممثلة في تلك الأبراج وفقا للأساطير التي تتحدث عن خلقه والتي تتمحور حول بوذا أو إمبراطور اليشب.
و يعتبر الخنزير البرّي والمستأنس على حد سواء محرما أكله بالنسبة لتابعي الديانتين الإسلامية واليهودية، فقد ورد ذكر لهذا التحريم صراحة في القرآن الكريم ولم يذكر الخنزير من ضمن أصناف الحيوان المحلل أكلها في التوراة. وينظر إلى الخنزير في الإسلام أيضا على أنه حيوان نجس. وورد في القرآن أيضا كيف مسخ الله بعضا من بني إسرائيل إلى خنازير، فقد جاء النص على أن الله أمر بني إسرائيل بالعبادة يوم السبت وترك أعمالهم؛ فقام بعض الإسرائليون برمي شباك صيدهم في البحر مساء يوم الجمعة وعادوا لسحبها صباح يوم الأحد، وأنكر عليهم البعض فعلهم هذا، فأمر الله النبي داوود بنفيهم خارج المدينة وبناء جدار حولهم، ولمّا عاد بعد أسبوع ليطلق سراحهم وجد ان الذين صادو يوم السبت تحوّلوا لخنازير والذين لم ينهوهم تحولو إلى قردة.
كانت 3 فيالق رومانية على الأقل تتخذ من الخنزير البري شعارا لها وهي: الفيلق الأول الإيطالي (باللاتينية: Legio I Italica)، فيلق المضائق العاشر (باللاتينية: Legio decima Fretensi)، والفيلق الفاليري العاشر المنتصر (باللاتينية: Legio XX Valeria Victrix). كان الفيلق العاشر طرفا أساسيّا في الحرب الرومانية اليهودية الأولى حيث قام بتدمير القدس وإحراق معبدها عام 70 للميلاد، وبالإضافة لذلك فقد كان متمركزا لسنوات عديدة في مملكة يهودا حيث مارس عددا من أعمال القمع الأخرى بحق اليهود. تقول إحدى النظريات أن الامتعاض من شعار هذا الفيلق الذي أصبح فيما بعد يرمز للدمار الكبير والاضطهاد، يعود إلى كره اليهود المتجذر للحم الخنزير.
كان الخنزير البري رمزاً لمدينة ميلان الإيطالية منذ قديم الزمان، فقد عُثِر في أعمال الحفريات بالمدينة القديمة على طبعات خشبية عديدة تظهر عليها صوراً لخنازير برية. يرجع تأسيس ميلان إلى شخصين من الكلت ينتميان إلى قبيلتين مختلفتين كانت كلاً منهما تتخذ الكبش والخنزير البري شعاراً لها على التوالي؛ لذا فإن شعار المدينة هو خنزير ذي أصواف، أي يحمل صفتي الخنزير والكبش.
يظهر الخنزير البري في سلسلة القصص المصورة «آستيريكس»، حيث يُعد الطعام المفضل لأوبيليكس السمين الذي تسمح له شهيته الكبيرة بالتهام عدّة خنازير مشويّة في وجبة واحدة.

### في علامات النبالة

شعار إيبرباخ.

يُعد الخنزير البري بالإضافة لرأسه شعارات مألوفة للنبالة. يُعد الحيوان الكامل بأنه يُظهر ما يُنظر إليه على أنه أفضل الصفات في الخنزير، أي الشجاعة والشراسة في المعركة؛ أما رأس الخنزير البري فيرمز إلى حسن الضيافة (بما أنه كان من عادة الكثير من الشعوب الأوروبية أن تقدّم رأسا مطهوّا لخنزير بري في الولائم الكبرى)، أو قد يعني بأن حامل الدرع ذي الشعار صيّاد ماهر.
كان الخنزير البري شعارا لملك إنكلترا ريتشارد الثالث
تستخدم بعض العشائر صورة الخنزير لإظهار شجاعتها وبسالتها، كما تفعل عشيرة كامبل من مرتفعات اسكتلندا التي يضع أفرادها خنزيرا بريا على شاراتهم ليرمزوا إلى شجاعتهم وشراستهم، ويضع زعماء عشائر غوردن، نسبيت، وأوركوهارت رؤوس ثلاثة خنازير برية على شعاراتهم، أما عشيرة كيتينغ فتضع صورة لخنزير بري يقتحم أجمة مقدسة لترمز إلى شجاعتهم وقوتهم.
تظهر الخنازير البرية أيضا على شعارات بعض المقاطعات، مثل بلدتيّ إيبرباخ وإيبرسباخ آن در فيلس الألمانيتين، الواقعتين في بادن-فورتمبيرغ وإيبريسباخ بسكسونيا، والتي تضع كل منها خنزيرا بريا كشعار لها (بالألمانية: Eber)، وفي بعض الحالات تضع خلف الخنزير شريطا أو خطا عريضا يرمز إلى جدول مياه (بالألمانية: Bach). تظهر أيضا ثلاثة خنازير برية على شعار بلدة غريمسبي الإنكليزية.
كان الثوار الصرب يحملون علما يظهر عليه خنزيرا بريا بالإضافة لغيره من الرموز الوطنية خلال الثورة الصربية الأولى. وخلال تلك الفترة كانت الخنازير البرية ما تزال مألوفة في جبال البلاد وغاباتها، كما كانت هي وقريبتها المستأنسة الصادرات الأساسية لتلك المنطقة.
يُعد الخنزير البري أيضا الرمز لغابات الأردين في جنوب بلجيكا، وهو الحيوان المرافق لفرقة المشاة الأولى في الجيش البلجيكي المدعوة «فوج بنادق الأرديين» (بالفرنسية: Régiment de Chasseurs Ardennais)، وهم الجنود الذين يضعون دبوسا برأس خنزير بري على قلنسوتهم العسكرية (البيريه).

## صيد الخنازير البرية
يعتبر الخنزير البرّي طريدة مفضلة تمثل تحديا للصياد نظرا لضخامة الحيوان وقوته وشراسته في الدفاع عن نفسه. وكان يتم صيد هذه الحيوانات تاريخيّا من قبل مجموعة من الرمّاحين باستخدام رماح خاصة تسمى رماح الخنازير. وكانت هذه الرماح تزود بعارضة متصالبة لتوقف الحيوان في مكانه ومنعه من مهاجمة الشخص الذي طعنه قبل أن يموت. استخدم الصيادون أيضا في بعض الأحيان سيوف خاصة لصيد الخنازير بالإضافة إلى كلاب ضخمة يقومون بتزويدها بدروع من الجلد السميك. وفي قصيدة السير غاوين والفارس الأخضر (بالإنجليزية: Sir Gawain and the Green Knight)‏ يُوصَف صيد هذه الحيوانات وكيف أنها تُشكل خطراً كبيراً على الكلاب والصيادين.

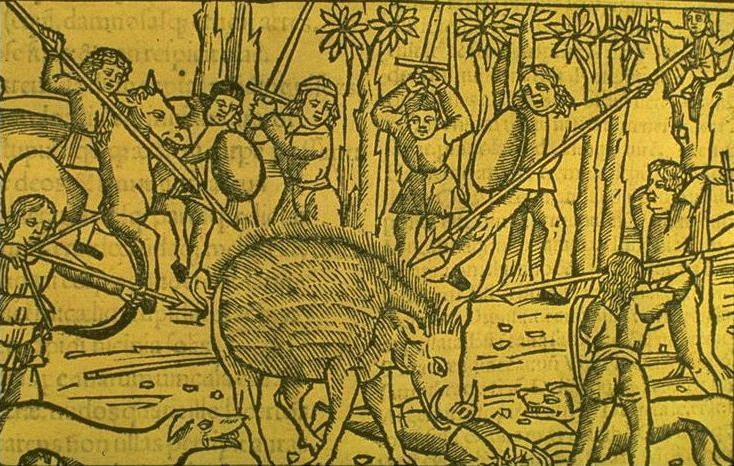
صورة من القرون الوسطى تمثل صيدا للخنزير البرّي.

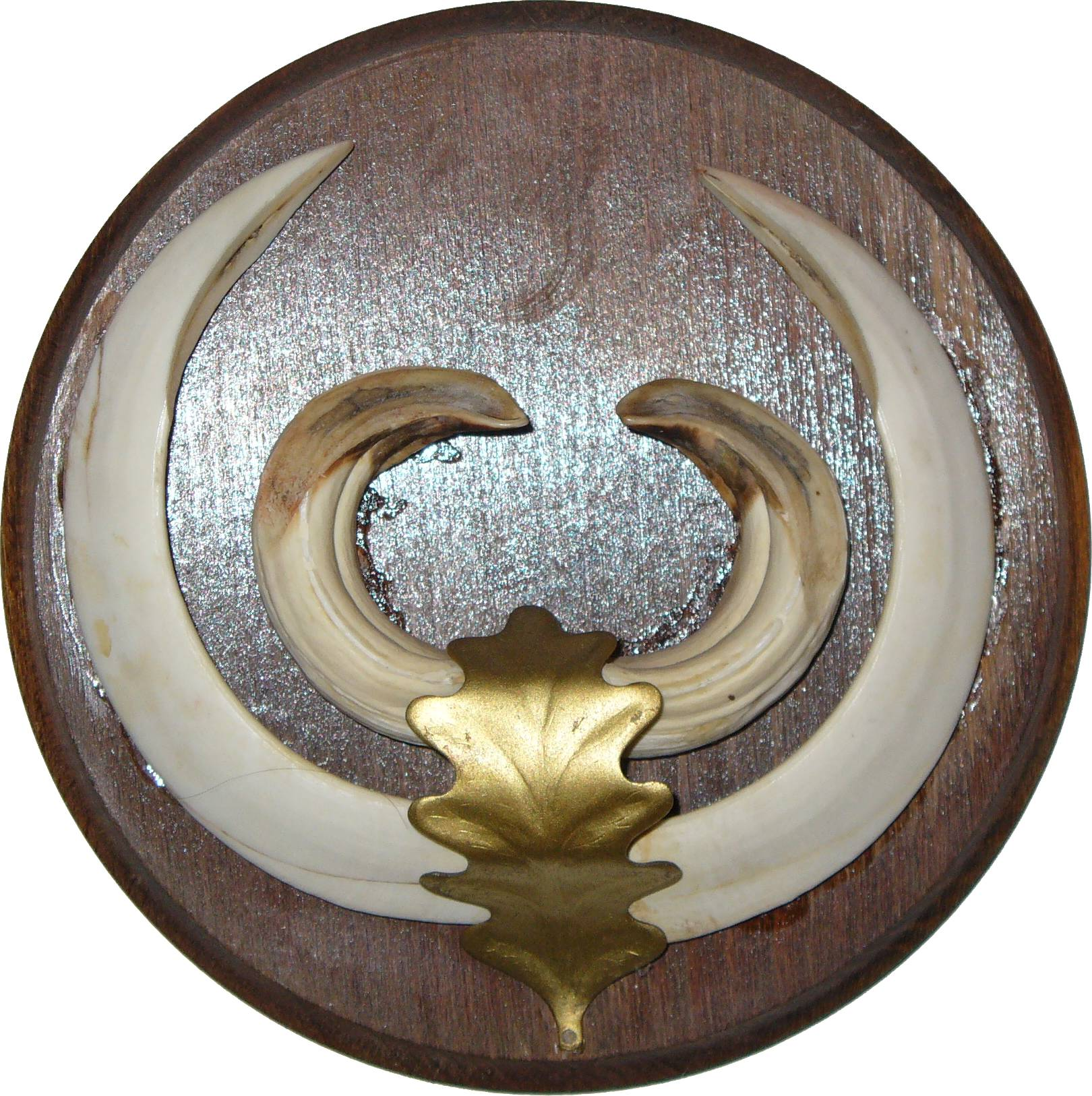
أنياب خنزير برّي، تذكار صيد.

وفي بلاد فارس كان الأرستقراطيون يستخدمون الفيلة في مطاردة ومحاصرة الخنازير البرّية في الأراضي السبخة حيث كان الصيادون يكمنون لها في قوارب، ومن ثم كان الصياد يستخدم قوسه لقتل الخنازير. وبعد ذلك كانت الفيلة تحمل ما تم صيده إلى المخيم، وتظهر النقوش الصخريّة في أحد المواقع تفاصيل هذه العمليّة بشكل واضح.
كان صيد الخنازير من على ظهر الخيول يعد شائعا في الهند بين المهراجات والضباط البريطانيّن خلال الحقبة الفيكتورية والحقبة الإدواردية. وقد قام مؤسس الحركة الكشفيّة روبرت بادن باول بتأليف كتاب حول هذا الموضوع.
تصطاد الخنازير البرّية حاليا كمصدر للطعام وللحد من الدمار الذي تلحقه بالمحاصيل الزراعيّة والغابات. وقد قيل أن الصيّاد تسنح له فرصة واحدة فقط لإصابة طريدته إصابة قاتلة، ذلك لأن جلد الحيوان سميك جدا كما أن عظامه كثيفة مما يقلل من فرصة صرعه على الفور ولذلك فإن لم تتسن للصياد هذه الفرصة فإن الخنزير سيستمر بهجومه عليه حتى ولو كان قد أصيب في موضع آخر في جسده. فقد وردت تقارير عن صيادين طاردتهم الخنازير إلى الأشجار بعد أن قامو بإصابتها إصابة غير قاتلة.
و تستخدم الكلاب عادة لمطاردة الخنزير البرّي وإخضاعه، وتزوّد هذه الكلاب بسترات واقية من الرصاص في بعض الأحيان لحمايتها وهي تقسّم إلى صنفين، كلاب المحاصرة وكلاب الالتقاط.
تقوم كلاب المحاصرة بحشر الخنزير في مكان معين ومنعه من التحرك إلى مكان آخر بينما تقوم بالنباح بشكل مستمر، ويعرف هذا السلوك «بمحاصرة الخنزير» أو «إبقاء الخنزير بعيدا». تستمر الكلاب بالنباح بصوت عال حتى تهدي الصياد إلى موقعها وتبقى هي نفسها بعيدة لمسافة آمنة عن الخنزير، وتبقي الكلاب على هذا السلوك إلى أن يصل الصياد ويقوم بقتل الخنزير بطلقة محكمة.
و تقوم كلاب الالتقاط بإمساك الخنزير من قاعدة أذنيه في العادة وتثبيته. وما ان تتمكن الكلاب من الخنزير حتى تقوم بتثبيته بإمساك رأسه إلى أن يصل الصياد، وعندها يقوم هذا الأخير بقتل الخنزير من الخلف باستخدام سكين أو رمح. وتعتبر هذه الطريقة في الصيد تقليدا مهما ومميزا في العديد من البلدان.
انقرضت الخنازير البرّية في السويد خلال القرن الثامن عشر وفي السبعينات من القرن العشرين أصبح العديد من الخنازير المستأنسة وحشيا، وفي عام 1987 اعتبرها البرلمان السويدي على أنها من حيوانات البلد الأصليّة وأصبحت تصطاد على مدار العام للتحكم في أعدادها المتزايدة دوما. ويسري الأمر نفسه على الخنازير الوحشيّة في أستراليا ونيوزيلندة التي تقوم بتدمير البيئة التي أدخلت إليها مما دفع حكومات تلك البلدان إلى السماح بصيدها على مدار العام.

## منتجات الخنزير البري

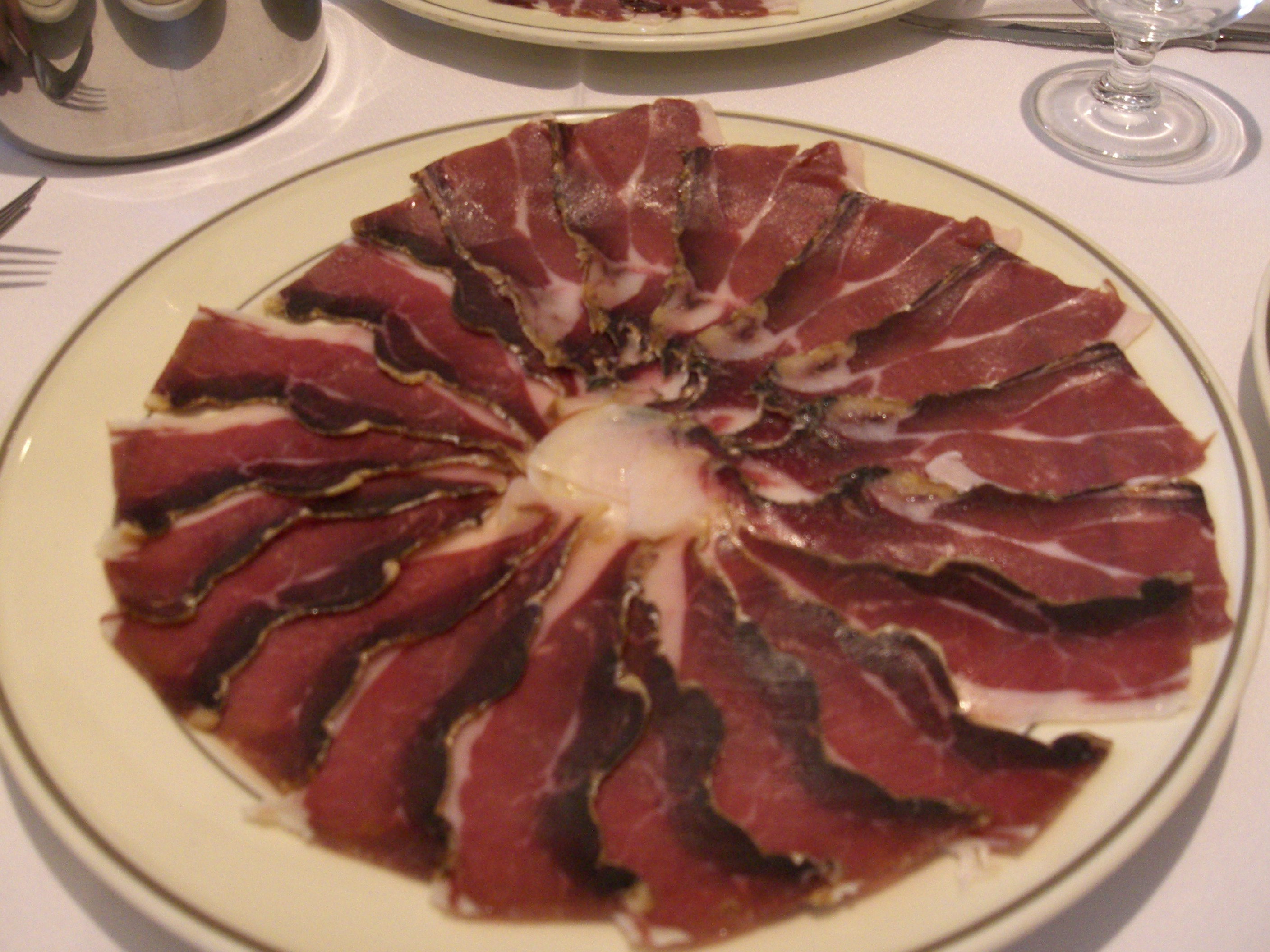
طبق من لحم الخنزير البري.

كان شعر الخنازير البرّية يستخدم في صناعة فراشي الأسنان قبل ابتكار المواد الاصطناعيّة في الثلاثينات من القرن العشرين، وعلى الرغم من أن هذه الفراشي كانت شائعة بما أن الشعيرات كانت ناعمة إلا أن هذه الطريقة لم تكن الأفضل لتنظيف الفم بما أن الشعيرات كانت تتطلب وقتا طويلا لتجف كما كانت تحتوي على البكتيريا. يُستخدم شعر الخنزير البري أيضا في صناعة فراشي شعر هلبيّة والتي تعد أنعم على الشعر - وباهظة أكثر - من الفراشي البلاستكية الهلب، أما بالنسبة لفراشي الحلاقة - التي تعد مصنوعة كليا تقريبا من شعر الحيوانات - فإن الأنواع الرخيصة منها تُصنع بواسطة شعر الخنازير البرية، أما تلك الباهظة فتُصنع بواسطة شعر الغرير.
يُستخدم شعر الخنازير البرية في صناعة فراشي الدهان والرسم، خصوصا تلك المستخدمة في الرسم الزيتي. تُعد فراشي الرسم المصنوعة من هلب الخنازير صلبة بما فيه الكفاية لتنشر المزيد من الدهان على سطح اللوحة، كما أنها تمتص الكثير منه بحال كانت غير مشذبة بسبب القسم العلوي منها ذي الجزئين. يزعم البعض أن الألواح الممتازة للعبة السهام مصنوعة من شعر الخنزير البري لتتحمل وطأ السهام الفولاذية الطرف، إلا أنه في الواقع تُصنع هذه الألواح من مواد وألياف أخرى - حيث تُصنّع أفضلها باستخدام ألياف أو حبال السيزال.
وفي العديد من البلدان تربّى الخنازير البرّية في المزارع كمصدر للحوم، ومن هذه البلدان فرنسا التي يبيع فيها الجزّارين لحم الخنازير البريّة كغيره من اللحوم المألوفة على الرغم من أنه قد يؤدي إلى بعض الأمراض مثل التهاب الكبد E (كما ظهر لدى بضعة أشخاص أكلوا لحم الغزال أو الخنزير البري أو كبده النيء أو غير المطبوخ جيداً في اليابان).

## هوامش
- ملاحظة 1 الحلوف هو اسم جنس خنازير من البلاد الإفريقية ومدغسكر أيضًا، انظر حلوف (جنس).
- ملاحظة 2 الهلوف هو اسم جنس آخر من الخنازير ذات القرون أيضًا، انظر خنازير تؤلولية.

## اقرأ أيضاً
- قائمة مزدوجات الأصابع حسب العدد
- داء الأسطوانيات